# Turnia Zwornikowa
Turnia Zwornikowa (słow. Uzlová veža, węg. Csubrinai-erkély) – turnia w masywie Cubryny w Tatrach Polskich. Znajduje się w bocznej grani odchodzącej na północ od Cubryńskiego Zwornika (ok. 2370 m). Od grani tej oddziela ją Przełączka za Turnią Zwornikową (ok. 1950 m). Boczne ograniczenie Turni Zwornikowej tworzą dwa opadające z tej przełączki żleby: Cubryński Żleb i Żleb Szulakiewicza uchodzący do Mnichowego Żlebu. Dołem turnia opada do Wielkiego Piargu w Kotle Morskiego Oka.
Duża popularność wśród taterników rejonu wspinaczkowego nad Morskim Okiem, oraz skomplikowana topograficznie budowa Turni Zwornikowej są przyczyną, że wyróżniono w niej wiele obiektów. Jej ścianę dzielą dwa wielkie filary; północny i wschodni (prawy i lewy). Północny opada na wysokości około 1620 m tuż po lewej (patrząc od dołu) stronie wylotu Mnichowego Żlebu, wschodni do zagłębienia pomiędzy Kosowinowym Piargiem i Zielonym Piargiem. Pomiędzy te filary od strony Morskiego Oka wcina się głęboka zatoka zwana Uchem. Ze szczytu Turni Zwornikowej opada do niej środkowa część ściany o wysokości około 440 m i podobnej szerokości przy podstawie. Ma ekspozycję północno-wschodnią i składa się z trzech pięter o różnej morfologii. Najwyższe piętro jest płytowe, bardzo strome, w kilku miejscach ma nachylenie zbliżone do pionu. Środkowa część to mieszanina trawników, płyt i niskich ścianek. Ich lewa część to Wielki Cubryński Ogród, prawa – Liliowa Płaśń. Dołem trawniki podcięte są trudnymi do przejścia ściankami opadającymi do Ucha.
W północnym, opadającym do Ucha filarze Turni Zwornikowej znajduje się Liliowa Kazalnica, a po jej prawej stronie Liliowa Drabina – zachód wyprowadzający na Liliową Płaśń. Lewy filar do Ucha opada ścianą Kazalnicy Cubryńskiej. W obydwu filarach taternicy wyróżnili jeszcze inne, podrzędne obiekty, ale mające znaczenie przy opisywaniu dróg wspinaczkowych. W północnym filarze jest to Liliowe Siodełko i Liliowa Turniczka, w filarze wschodnim Wyżni Cubryński Przechód, Cubryńska Igła, Pośredni Cubryński Przechód, Cubryński Koń, Niżni Cubryński Przechód. Między ostrzem filara wschodniego a Żlebem Szulakiewicza znajduje się duży, trawiasty i mało stromy taras Liliowe. Znaczny udział w tworzeniu tych nazw miał Jacek Czyż, który opracował monografię Turni Zwornikowej.

## Historia zdobycia
- Pierwsze (prawdopodobne) wejście: Ludwik Gruhn i Mieczysław Świerz, 13 sierpnia 1922. Być może wcześniej, 23 lipca 1909, weszli Józef Bizoń i Stanisław Szulakiewicz[4].
- Pierwsze wejście zimowe: Zbigniew Korosadowicz, Jan Staszel i Wawrzyniec Żuławski, 27 grudnia 1935[4]
- Najłatwiejsze wejście: z Doliny za Mnichem, przez Małą i Wielką Galerię Cubryńską oraz Przełączkę za Turnią Zwornikową (około 0+ w skali UIAA). Nie przedstawia ono dużych trudności technicznych, ale jest nieco zawikłane[4].

## Drogi wspinaczkowe

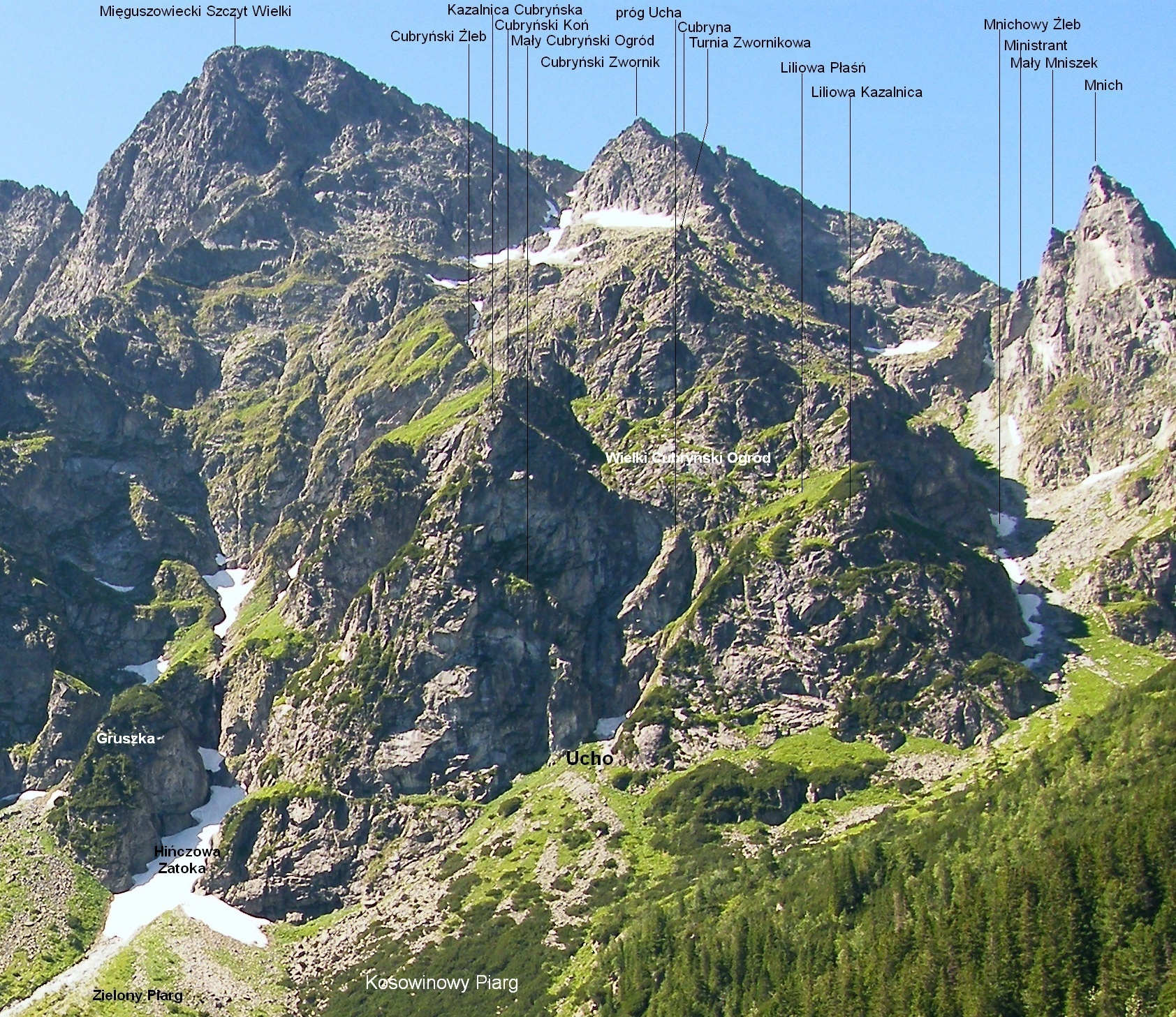
Topografia Turni Zwornikowej
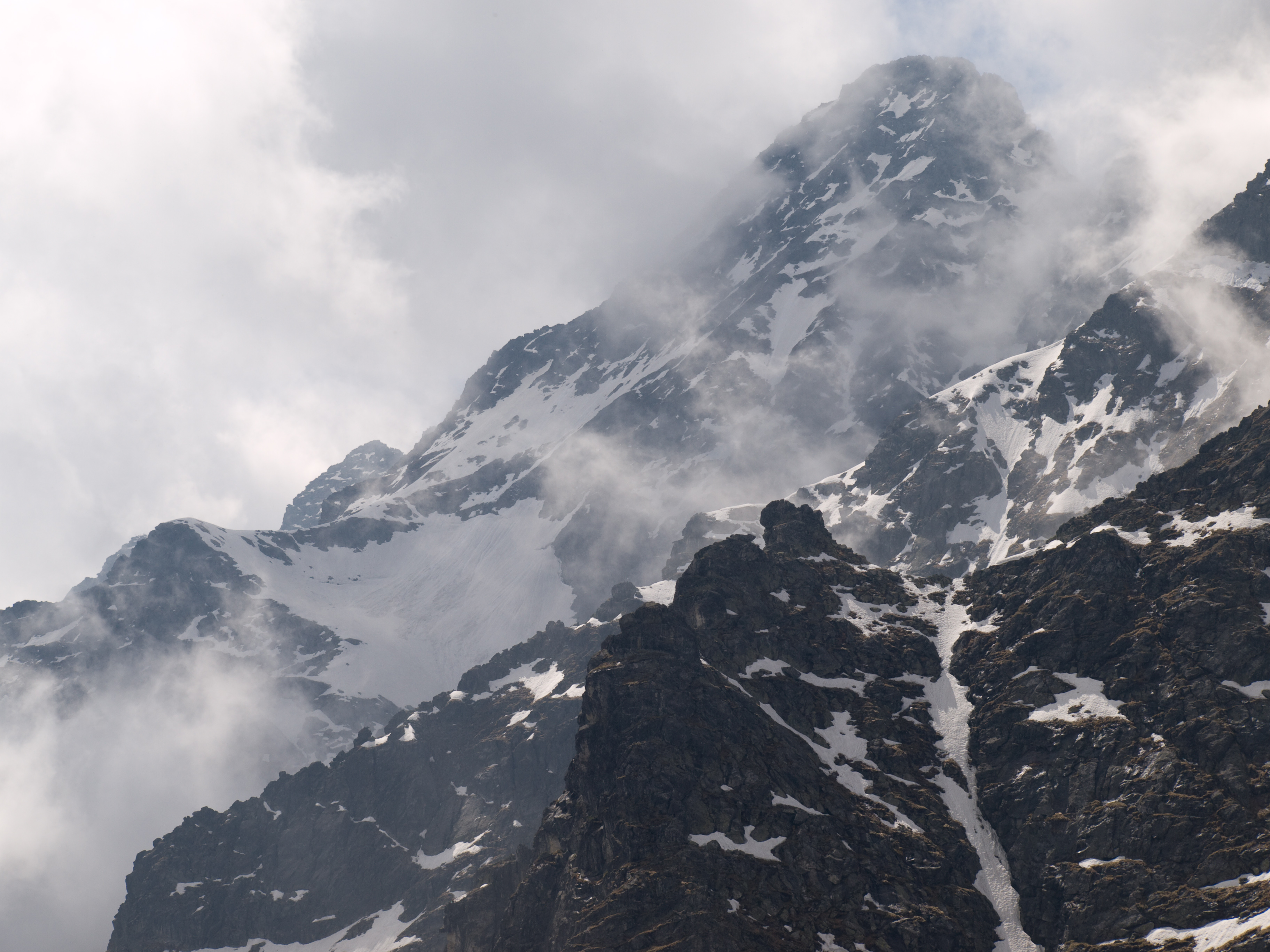
Turnia Zwornikowa na pierwszym planie – w oddali Mięguszowiecki Szczyt Czarny
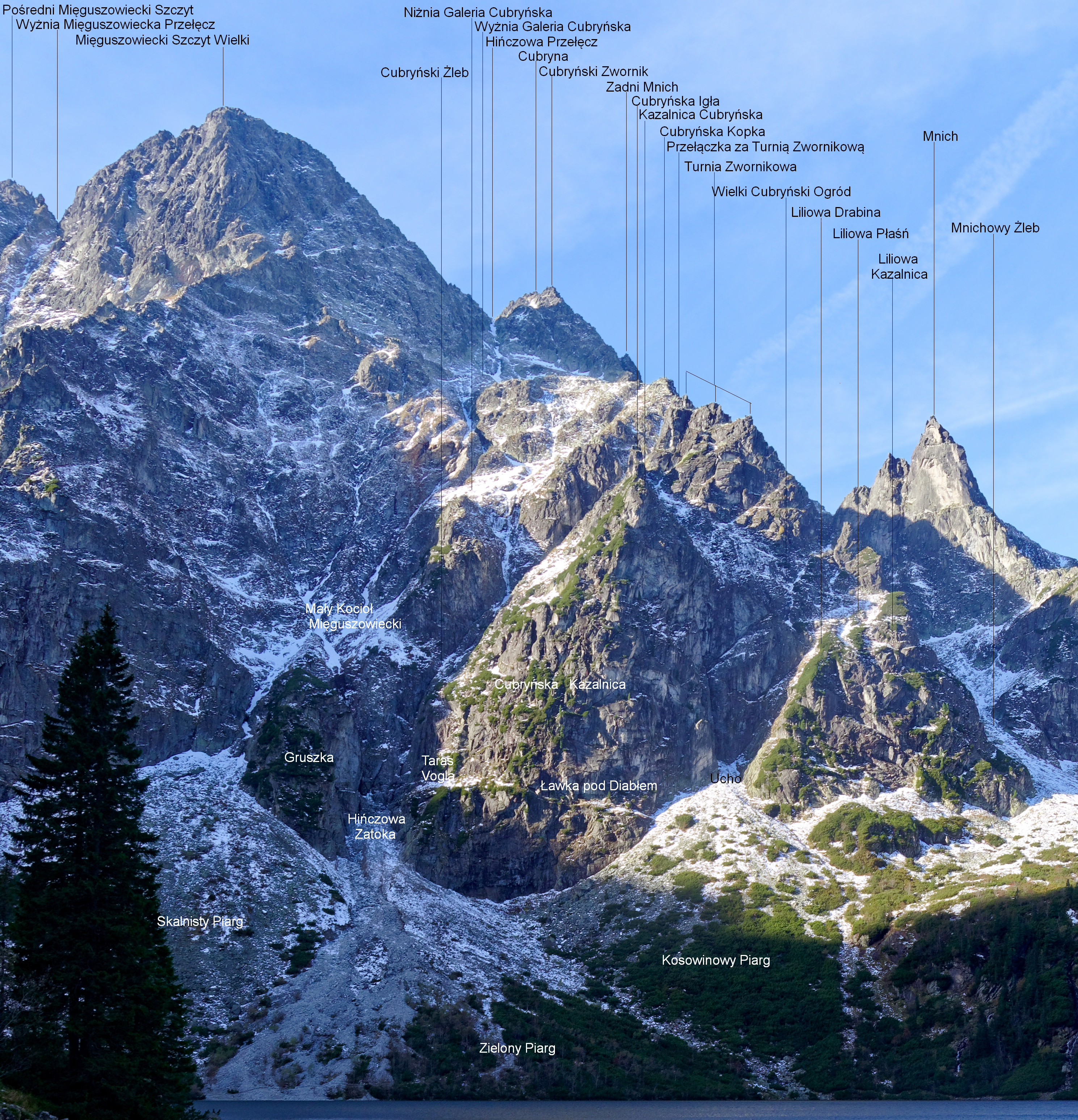

Przez Turnię Zwornikową nie prowadzi żaden szlak turystyczny, znajduje się ona jednak w rejonie udostępnionym do wspinaczki dla taterników. Drogi wspinaczkowe:
1. Z Przełączki za Turnią Zwornikową; 0+ w skali tatrzańskiej, kilka minut
2. Trawers Ratowników; I, miejsce II, od wylotu Żlebu Szulakiewicza 45 min
3. Północno-zachodnią ścianą (Talon na Balon); V-, z Mnichowego Żlebu 3 godz.
4. Północnym filarem; II, 1 godz.
5. Droga Bujakiewicza, V+, A0, 9 godz.
6. Prawą częścią ściany szczytowej; IV+, 1 godz.
7. Środkową częścią północno-wschodniej ściany (Zetka); II, 1 godz.
8. Wschodnim filarem (Droga Vogla); V, 4 godz.[3]